# Шмит, Анатолий
Анатолий Шмит (латыш. Anatolijs Šmits; 2 сентября 1941, Псковская область, СССР — 30 января 1998, Рига, Латвия) — советский и латышский шахматист, один из сильнейших шахматистов Латвии в 1960—1970 годах.

## Биография

### Карьера шахматиста
Анатолий Шмит стал известен после победы на юношеском первенстве СССР 1960 года. В 1966 г. в составе сборной ЦДСА стал победителем командного чемпионата СССР. В 1969 вместе с Юзефом Петкевичем поделил первое место на чемпионате Латвии и выиграл у него дополнительный матч за звание чемпиона. В 1970 году был вторым на индивидуальном кубке СССР, проиграв в финале турнира Давиду Бронштейну. В 1975 году вновь поделил первое место на чемпионате Латвии (вместе с Янисом Клованом), но на сей раз оба шахматиста были объявлены победителями. Неоднократно участвовал в составе команды Латвии на командных соревнованиях СССР, где обычно играл на третьей или четвёртой доске (1960, 1961, 1967, 1969, 1972, 1975).

### Карьера тренера
Анатолий Шмит был известен как шахматный тренер. Он часто помогал различным командам Латвии в подготовительном процессе, а также непосредственно в ходе соревнований. Особо надо отметить участие Анатолия Шмита в подготовке чемпионки мира Ноны Гаприндашвили к матчу на первенство мира с Наной Александрией (Пицунда/Тбилиси, 1975 год). После убедительной победы тогдашней чемпионки мира Анатолий Шмит был удостоен почетного звания «Заслуженный тренер Грузинской ССР».
В последние годы мало участвовал в шахматной жизни. Умер от сердечного приступа.